# Gorgadji
Gorgadji è un dipartimento del Burkina Faso classificato come comune, situato nella provincia di Séno, facente parte della Regione del Sahel.
Il dipartimento si compone del capoluogo e di altri 15 villaggi: Bangataka, Bangataka-Lere, Bouloye-Siguidi, Boundougnoudji, Demniol, Diobbou, Gorouol-Galole, Guide, Lelly, Lere, Oulfou-Alfa, Peteguerse, Tadjo, Tiekaledji e Tonga.